# Baretaardster
De baretaardster (Geastrum striatum) is een buikzwam uit de familie Geastraceae.
De baretaardster is zeldzaam in Nederland. De soort is voornamelijk in de duinen te vinden.

## Eigenschappen
Het vruchtlichaam heeft een doorsnede van 3 tot 6 cm (geopend). Bij rijpheid springt de buitenlaag (exoperidium) open en de slippen buigen zich stervormig. De binnenlaag (endoperidium) met de sporenmassa wordt dan in het midden zichtbaar. Uit een opening op de top van dat bolletje komen de sporen naar buiten. Bij deze soort is het bolletje gesteeld en er is een duidelijke kraag tussen bol en steeltje. De zes tot twaalf slippen krullen om onder het vruchtlichaam en lichten dit van de grond.
Columella goed ontwikkeld, reikt zelfs tot aan de bovenkant van het vruchtlichaam. Bolvormige sporen zijn 4,3 tot 6 μm groot. Op het oppervlak bedekt met wratten (ongeveer 13 in aantal). De hyfen zijn tot 6,5 μm dik.

## Foto's

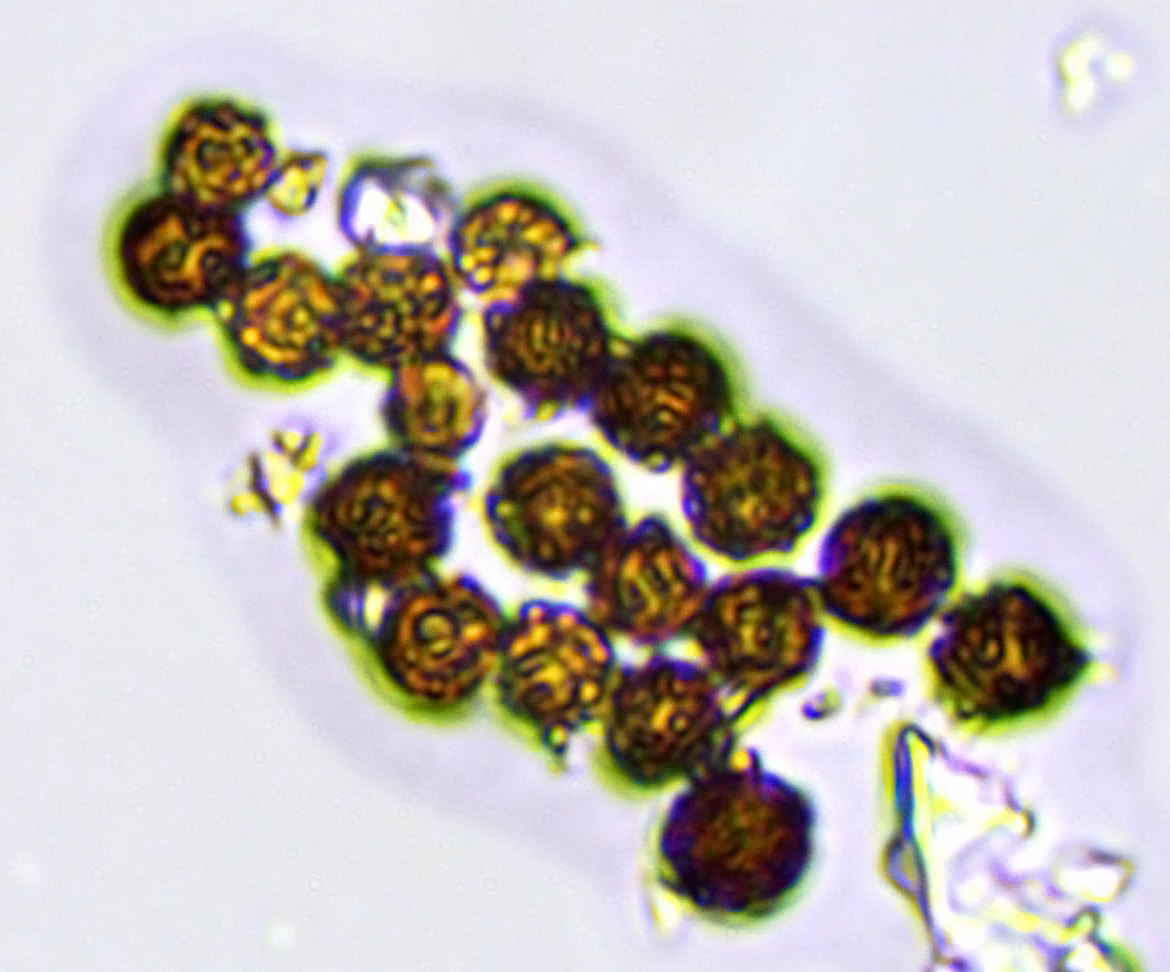
Sporen
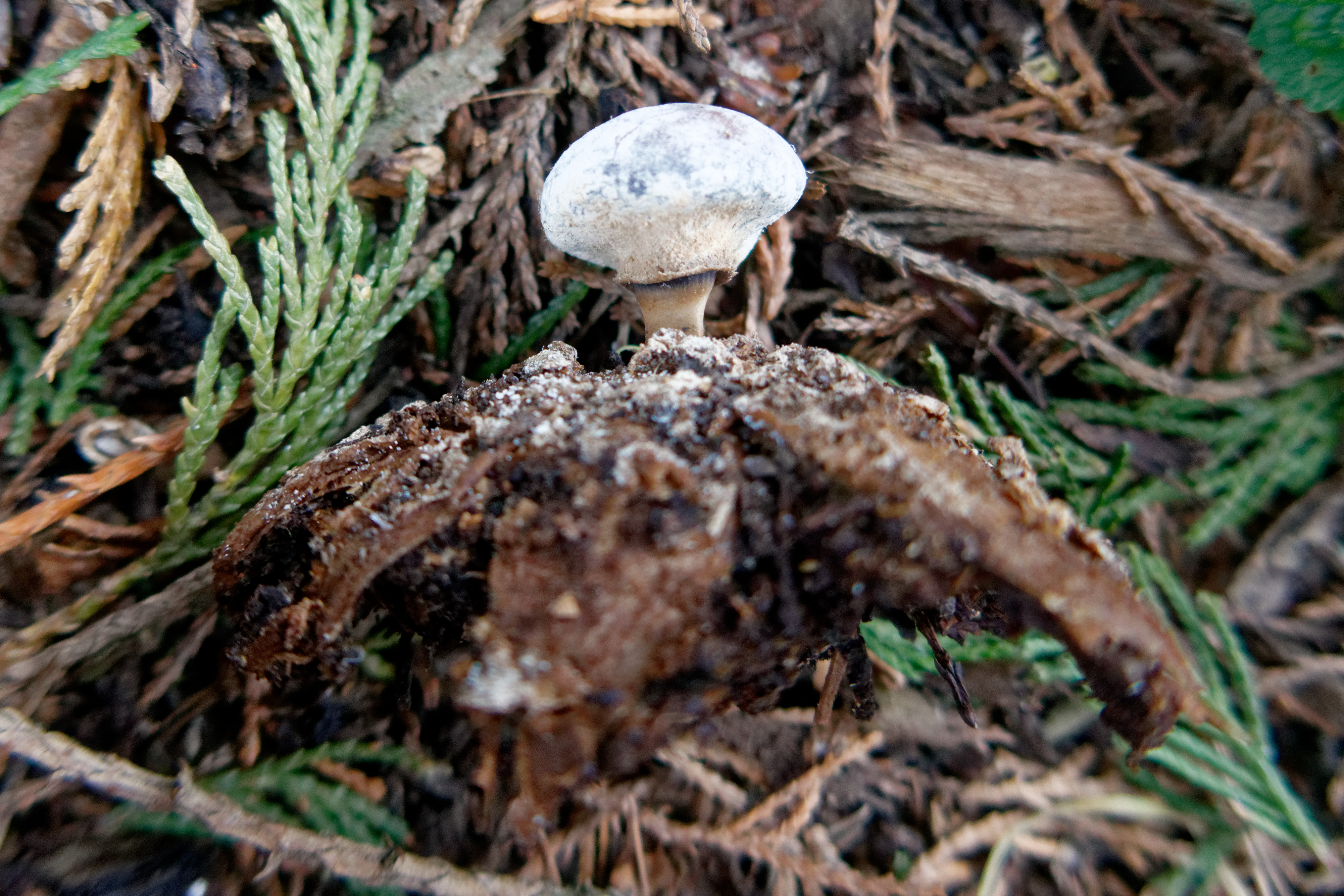
Onderzijde